# Tripodichthys angustifrons
Tripodichthys angustifrons és una espècie de peix de la família dels triacàntids i de l'ordre dels tetraodontiformes.
És un peix marí, de clima tropical i demersal. Els adults poden assolir 20 cm de longitud total. Menja invertebrats bentònics.
Es troba a Austràlia i Indonèsia.